# Thomas (Motorrad)

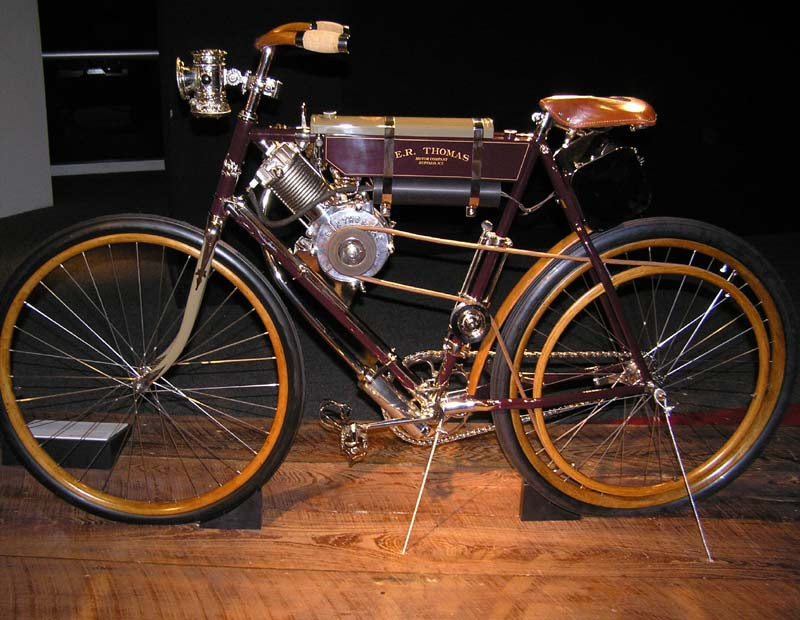
Thomas (1900) Original

Die „Thomas“ von 1900 war das erste kommerziell hergestellte Motorrad in den Vereinigten Staaten. Der Einzylinder-Viertaktmotor war in einen Fahrradrahmen eingehängt (System Motosacoche), leistete 1,8 PS und ermöglichte eine Höchstgeschwindigkeit von 40 km/h. Der Antrieb erfolgte über Riemen an das Hinterrad.

## Geschichte
Erwin Ross Thomas, ehemaliger Mitarbeiter der Cleveland-Fahrradfabrik, gründete 1898 seine eigene Fahrradfabrik. 1899 entwickelte er, auf der Grundlage von De Dion-Bouton, einen kleinen Motor. 1899 stellte er den Motor auf der Toronto-Messe aus und gewann eine Goldmedaille. Diesen Motor baute er 1900 in einen bestehenden Fahrradrahmen ein und produzierte dieses Motorrad in Serie, Hersteller war seine Thomas Company in Buffalo, New York. 1902 fusionierte er seine Marke Auto-Bi mit seiner neu gegründeten Buffalo Automobile Company zur E. R. Thomas Motor Car Company. Die Motorradproduktion, mit anderen Modellen, lief jedoch unter der Bezeichnung Thomas Auto-Bi. 1909 verkaufte Thomas sein Unternehmen, das nun als Greyhound Motor Works Motoren produzierte.

## Diskussion
Die Frage, wer als erster Hersteller von Motorrädern in den USA gilt, wird in der Literatur kontrovers diskutiert. Die 1899 gebaute Herring war ein Einzelexemplar, Marsh (1900), Indian (1901) und Harley-Davidson (1903) kamen später. Der Fahrradhersteller Waltham Manufacturing Company stellte 1899 das Orient-Aster vor, eine Maschine für Steherrennen. Eine reguläre Produktion begann um 1900 mit Aster-Motoren in Nachbauten des De-Dion-Bouton-Motordreirads. Die Zeitschrift „The Bicycling World and Motorcycle Review“ vom April 1907 stellt fest, dass das Motor-Fahrrad von Thomas das erste in Amerika gebaute Motorrad war („the first motor bicycle built in America“). Die Zeitschrift „The Dealer an Repairman“ (April 1902) spricht vom „ersten kommerziell hergestellten Motorrad“ in den USA.